# Midnight Hawks
Los Midnight Hawks (en español: «Halcones de Medianoche») son el equipo de exhibición acrobática de la Fuerza Aérea Finlandesa. En sus exhibiciones aéreas emplean cuatro aviones BAE Hawk, además de disponer de uno como repuesto.

## Aviones utilizados
| Avión    | Número | Periodo           |
| -------- | ------ | ----------------- |
| BAE Hawk | 4      | 1997 — actualidad |

## Galería de imágenes

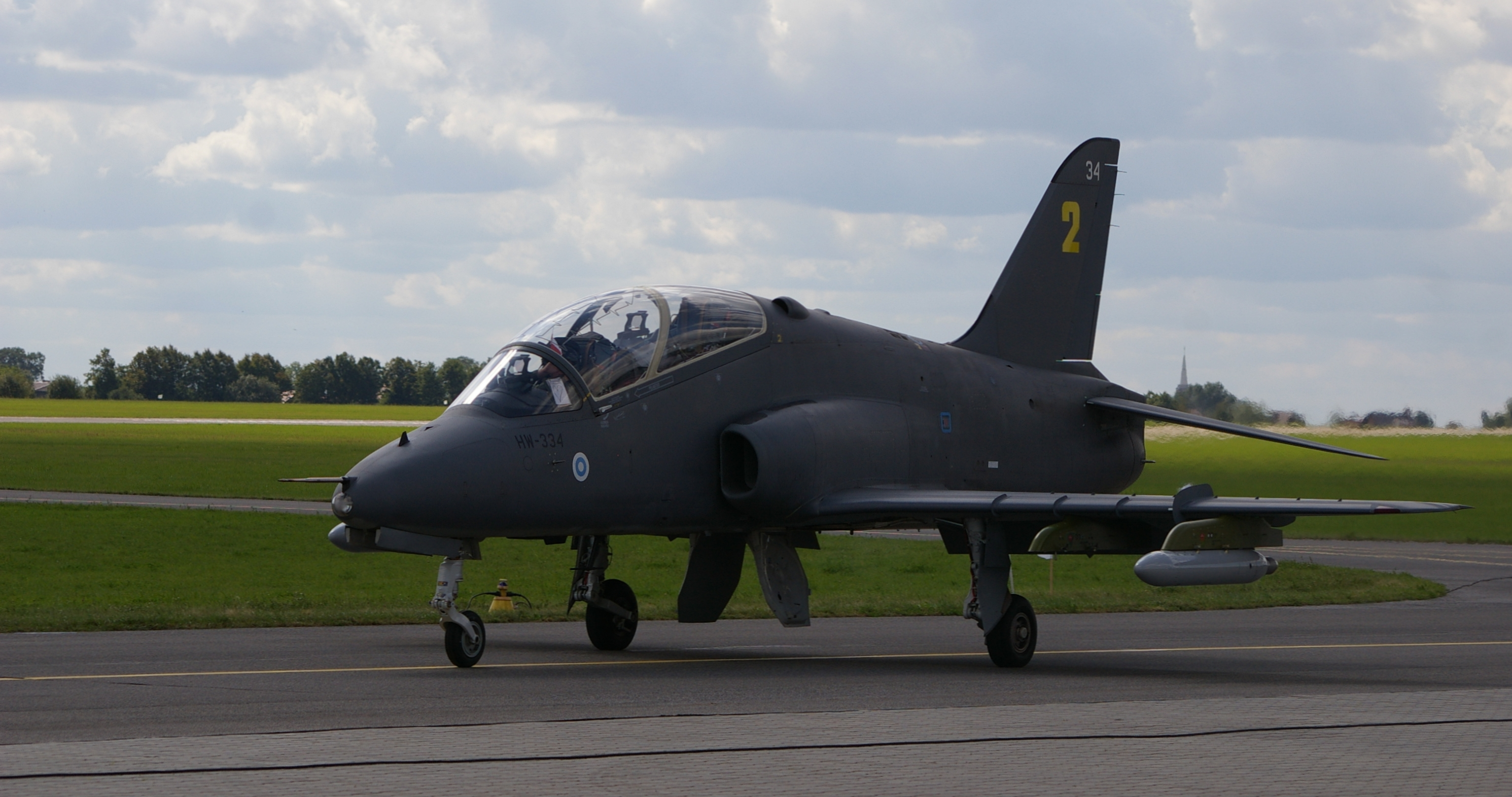
BAE Hawk de los Midnight Hawks en el Radom Air Show de 2009.
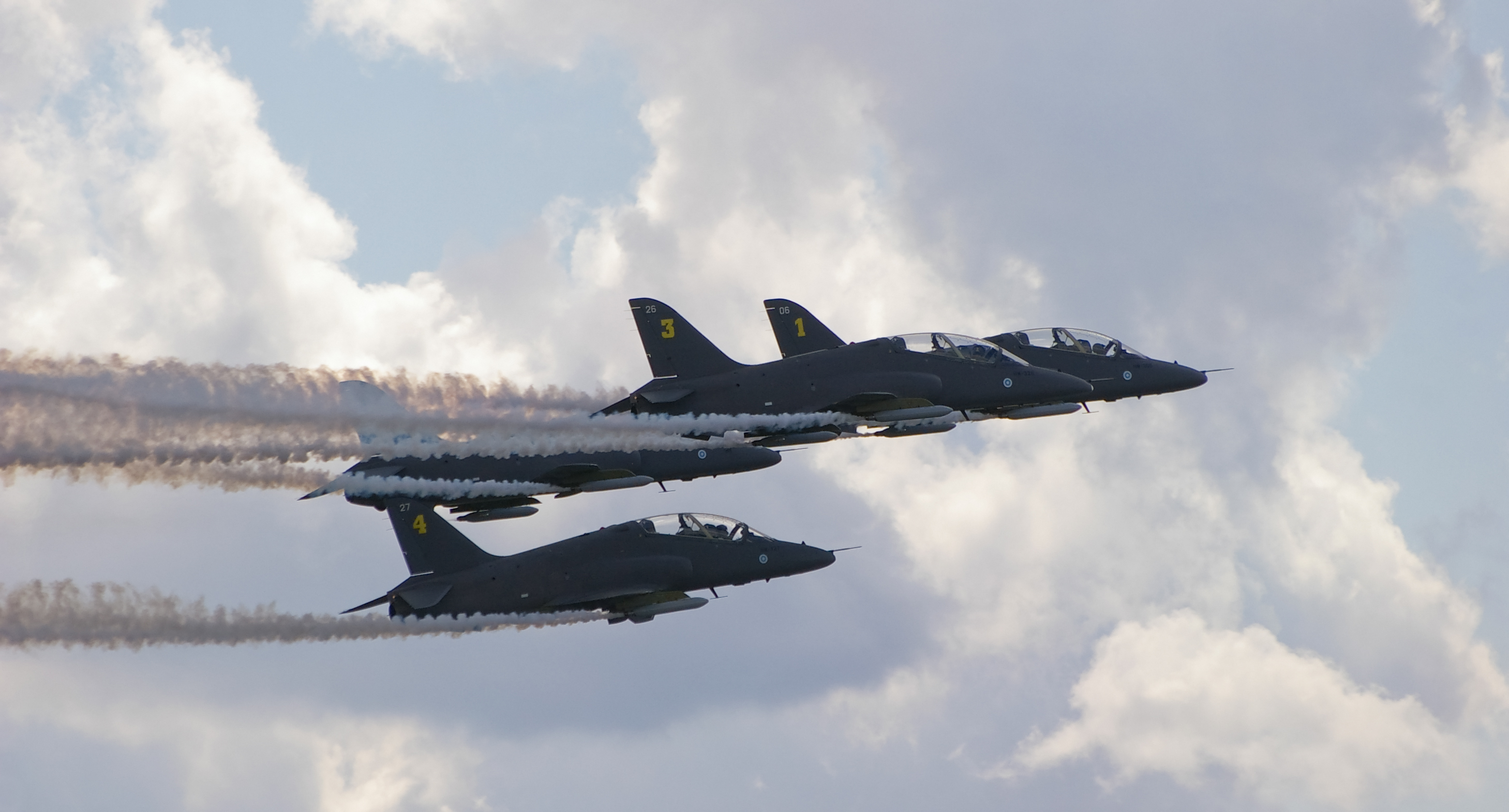
Los Midnight Hawks en el Radom Air Show de 2009.